# Antoni Gorecki
Pour les articles homonymes, voir Górecki (homonymie).
Antoni Górecki, né en 1787 à Vilnius et mort 18 septembre 1861 à Paris, est un poète et écrivain polonais, participant aux guerres napoléoniennes. 
Il est cofondateur avec le général Józef Dwernicki de l'École Polonaise à Paris établit dès 1844 dans le quartier des Batignolles, à l'emplacement de l'École Normale de Jeunes Filles.

## Biographie
Antoni Górecki est un fabuliste de l’émigration parisienne. Proche d'Adam Mickiewicz, il le rejoint d’abord à Dresde où Mickiewicz est bloqué en tentant de rejoindre l’insurrection polonaise de 1830, puis ils reviennent ensemble à Paris en 1832. C’est dans cette ville que sont publiées en 1839 les Fables et poésies nouvelles de Górecki. 
Il meurt à Paris en 1861. Il est enterré au Cimetière des Champeaux de Montmorency. Son fils, Tadeusz Górecki, est artiste peintre, marié avec Maria Mickiewicz, fille du grand poète.

## Distinction
- chevalier de la Légion d'honneur